# Saxifraga × vivantia
Saxifraga x vivantia es una planta herbácea de la familia de las saxifragáceas.
Es un híbrido compuesto por las especies Saxifraga granulata y Saxifraga hariotii.

## Taxonomía
Saxifraga x vivantia fue descrita por L'Hoste & Vivant y publicado en Bull. Soc. Bot. France 102: 360 1956.
Etimología
Saxifraga: nombre genérico que viene del latín saxum, ("piedra") y frangere, ("romper, quebrar"). Estas plantas se llaman así por su capacidad, según los antiguos, de romper las piedras con sus fuertes raíces. Así lo afirmaba Plinio, por ejemplo.
vivantia: epíteto otorgado en honor del botánico francés Jean Vivant